# Parastenhelia costata
Parastenhelia costata is een eenoogkreeftjessoort uit de familie van de Parastenheliidae. De wetenschappelijke naam van de soort is voor het eerst geldig gepubliceerd in 1982 door Pallares.